# Anna Selezneva
Anna Selezneva (29 de julio de 1990) es una modelo rusa.

## Primeros años
Es hija de un padre ruso y una madre armenia. Fue descubierta en 2007 en un McDonald's.  Ese mismo año comenzó a modelar tras firmar un contrato con una prestigiosa agencia en París.

## Carrera
En los eventos de primavera de 2008 en París, Selezneva debutó para Dries van Noten, Celine y Akris. Entonces desfiló para Alexander Wang, Balmain, Chanel, Christian Dior, Diane von Furstenberg, Dolce & Gabbana, Elie Saab, Emanuel Ungaro, Fendi, Giambattista Valli, Gianfranco Ferre, Giorgio Armani, Gucci, Hermès, Jean Paul Gaultier, Lanvin, Louis Vuitton, Marc Jacobs, Oscar de la Renta, Ralph Lauren, Roberto Cavalli, Valentino, Versace, Yves Saint Laurent, entre otros.
Ha aparecido en la portada de numerosas revistas: Vogue Paris, Vogue Italia, Vogue España, Vogue Rusia, Vogue Australia, Vogue Japón, Vogue China, Vogue Mexico, Vogue Tailansia, Numéro, Numéro TOKYO, Allure (Rusia), Harper's Bazaar (Alemania, Corea), Elle (España, Argentina), Interview  (Alemania), Tatler (Rusia), Magazine Antidote, MIXT(E), S Moda, V.  Ha aparecido en editoriales para Vogue Estados Unidos, Vogue Reino Unido, Vogue Alemania, i-D, Harper's Bazaar, Muse Magazine, Self Service, The Last Magazine, Glamour (Rusia), Porter Magazine.
Ha aparecido en campañas de Beymen Club, Blumarine, Calvin Klein Collection, Cesare Paciotti, Emporio Armani, Fay, Guerlain «Aqua Allegoria» fragrance, Hogan, Hunkydory, John Galliano (maquillaje), Joop! Jeans, Juicy Couture, Mango, Marc O'Polo, Massimo Dutti, Moussy, Phi, Pierre Balmain, Pinko, Ralph Lauren, Replay, Santa Lolla, Santoni, System, Tory Burch, Trussardi, Vera Wang «Look» fragrance, Versace y la fragancia de Yves Saint Laurent, «Elle Shocking».
Vogue Paris declaró que Selezneva era una de las top 30 modelos de los 2000s. Es una de las Money Girls de models.com.